# Tom & Jerry Comedy Show
Tom & Jerry Comedy Show (Tom and Jerry Comedy Show) è la seconda serie televisiva d'animazione basata sulla serie di cortometraggi animati Tom & Jerry. Prodotta dalla Filmation in associazione con la MGM Television, andò in onda originariamente sulla CBS dal 6 settembre 1980 al 4 settembre 1982 (per un totale di 15 episodi). L'edizione italiana fu trasmessa su Rai Uno, col titolo Tom e Jerry show, dal 27 settembre 1983 al 13 giugno 1984.
A differenza della serie precedente The Tom & Jerry Show, che vedeva i due protagonisti come amici, Tom & Jerry Comedy Show ripristina gli inseguimenti slapstick che caratterizzano i cortometraggi. Nella sua forma originaria, ogni episodio è composto di tre segmenti: due con Tom e Jerry (in cui appaiono spesso anche Spike e Tyke e Tuffy) intervallati da uno con Droopy, solitamente affiancato dal Lupo (qui chiamato Slick Wolf) e Barney Bear. Ogni episodio include inoltre tre intermezzi in cui compaiono tutti i suddetti personaggi tranne Tom e Jerry. I singoli segmenti vengono mandati in onda anche separatamente, e in tal caso gli intermezzi vengono rimossi.

## Personaggi e doppiatori
| Personaggio    | Doppiatore originale      | Doppiatore italiano |
| -------------- | ------------------------- | ------------------- |
| Droopy         | Frank Welker Lou Scheimer | Massimo Lopez       |
| Spike          | Frank Welker Lou Scheimer | Dario Ghirardi      |
| Slick Wolf     | Frank Welker Lou Scheimer | Nino Scardina       |
| Barney Bear    | Frank Welker Lou Scheimer | Renato Cecchetto    |
| Tuffy          | Frank Welker Lou Scheimer | Marzio Margine      |
| Padrone di Tom | Frank Welker Lou Scheimer | Giorgio Del Bene    |

## Episodi
| nº | Titolo originale                          | Titolo italiano                | Prima TV USA      | Prima TV Italia   |
| -- | ----------------------------------------- | ------------------------------ | ----------------- | ----------------- |
| 1  | Farewell, Sweet Mouse                     | Il topino fantasma             | 6 settembre 1980  | 27 settembre 1983 |
| 1  | Droopy's Restless Night                   | Notte insonne di Droopy        | 6 settembre 1980  | 27 settembre 1983 |
| 1  | New Mouse in the House                    | Un nuovo topo in casa          | 6 settembre 1980  | 27 settembre 1983 |
| 2  | Heavy Booking                             | Il silenzio è d'oro            | 13 settembre 1980 | 28 settembre 1983 |
| 2  | Matterhorn Droopy                         | Scuola di soccorso             | 13 settembre 1980 | 28 settembre 1983 |
| 2  | The Puppy Sitter                          | Il gatto babysitter            | 13 settembre 1980 | 28 settembre 1983 |
| 3  | Most Wanted Cat                           | Il gatto più desiderato        | 20 settembre 1980 | 29 settembre 1983 |
| 3  | Pest in the West                          | Droopy nel West                | 20 settembre 1980 | 29 settembre 1983 |
| 3  | Cat in the Fiddle                         | Un violinista d'eccezione      | 20 settembre 1980 | 29 settembre 1983 |
| 4  | Invasion of the Mouse Snatchers           | Tom l'alieno                   | 25 ottobre 1980   | 30 settembre 1983 |
| 4  | The Incredible Droop                      | Doppia personalità             | 25 ottobre 1980   | 30 settembre 1983 |
| 4  | The Plaid Baron Strikes Again             | Jerry pilota spericolato       | 25 ottobre 1980   | 30 settembre 1983 |
| 5  | Incredible Shrinking Cat                  | Un gatto miniaturizzato        | 1º novembre 1980  | 4 ottobre 1983    |
| 5  | Scared Bear                               | L'orso pauroso                 | 1º novembre 1980  | 4 ottobre 1983    |
| 5  | When the Rooster Crows                    | Quando il gallo canta          | 1º novembre 1980  | 4 ottobre 1983    |
| 6  | School for Cats                           | Scuola per gatti               | 6 dicembre 1980   | 5 ottobre 1983    |
| 6  | Disco Droopy                              | Gara di ballo                  | 6 dicembre 1980   | 5 ottobre 1983    |
| 6  | Pied Piper Puss                           | Il gatto pifferaio             | 6 dicembre 1980   | 5 ottobre 1983    |
| 7  | Under the Big Top                         | Tipo da circo                  | 3 gennaio 1981    | 6 ottobre 1983    |
| 7  | Lumber Jerks                              | Il boscaiolo                   | 3 gennaio 1981    | 6 ottobre 1983    |
| 7  | Gopher It, Tom                            | L'acchiappatalpa               | 3 gennaio 1981    | 6 ottobre 1983    |
| 8  | Snowbrawl                                 | Zuffa tra la neve              | 7 febbraio 1981   | 7 ottobre 1983    |
| 8  | Getting the Foot                          | Fotoreporter                   | 7 febbraio 1981   | 7 ottobre 1983    |
| 8  | Kitty Hawk Kitty                          | Prove di volo                  | 7 febbraio 1981   | 7 ottobre 1983    |
| 9  | Get Along, Little Jerry                   | Giù le zampe dal piccolo Jerry | 21 marzo 1981     | 11 ottobre 1983   |
| 9  | Star-Crossed Wolf                         | Il portiere di Hollywood       | 21 marzo 1981     | 11 ottobre 1983   |
| 9  | Spike's Birthday                          | Il compleanno di Spike         | 21 marzo 1981     | 11 ottobre 1983   |
| 10 | No Museum Peace                           | Niente pace nel museo          | 4 aprile 1981     | 12 ottobre 1983   |
| 10 | A Day at the Bakery                       | Gara di pasticceri             | 4 aprile 1981     | 12 ottobre 1983   |
| 10 | Mouse Over Miami                          | Un topo a Miami                | 4 aprile 1981     | 12 ottobre 1983   |
| 11 | The Trojan Dog                            | Il cane robot                  | 2 gennaio 1982    | 13 ottobre 1983   |
| 11 | Foreign Legion Droopy                     | Droopy nella legione straniera | 2 gennaio 1982    | 13 ottobre 1983   |
| 11 | Pie in the Sky                            | Guai nel cantiere              | 2 gennaio 1982    | 13 ottobre 1983   |
| 12 | Save That Mouse                           | Un topo coccolato              | 6 febbraio 1982   | 29 novembre 1983  |
| 12 | Old Mother Hubbard                        | Nel mondo delle favole         | 6 febbraio 1982   | 29 novembre 1983  |
| 12 | Say What?                                 | Il pappagallo                  | 6 febbraio 1982   | 29 novembre 1983  |
| 13 | Superstocker                              | Il magazziniere                | 1º maggio 1982    | 6 gennaio 1984    |
| 13 | Droopy's Good Luck Charm                  | Il talismano                   | 1º maggio 1982    | 6 gennaio 1984    |
| 13 | The Great Mousini                         | Il grande Mousini              | 1º maggio 1982    | 6 gennaio 1984    |
| 14 | Jerry's Country Cousin                    | Il cugino di campagna          | 7 agosto 1982     | 6 giugno 1984     |
| 14 | The Great Diamond Heist                   | Caccia al diamante             | 7 agosto 1982     | 6 giugno 1984     |
| 14 | Mechanical Failure                        | Guasto meccanico               | 7 agosto 1982     | 6 giugno 1984     |
| 15 | A Connecticut Mouse in King Arthur's Cork | Cavalier Topaccio              | 4 settembre 1982  | 13 giugno 1984    |
| 15 | The Great Train Rubbery                   | Rapina al treno                | 4 settembre 1982  | 13 giugno 1984    |
| 15 | Stage Struck                              | Palcoscenico che passione      | 4 settembre 1982  | 13 giugno 1984    |

## Edizioni home video
Il segmento del quattordicesimo episodio "Il cugino di campagna" fu incluso nel secondo disco della raccolta DVD-Video Tom & Jerry: Deluxe Anniversary Collection, distribuita dalla Warner Home Video in America del Nord il 22 giugno 2010 e in Italia l'8 dicembre.